# 인도 독립운동

인도 독립운동 (Indian independence movement) 은 인도 제국 당시 영국으로부터 독립하기 위한 운동이다. 1857년부터 1947년까지 약 90년간 이루어졌다. 인도의 독립운동은 사회의 다양한 영역을 포괄하는 대중적 운동이었다. 이 운동은 또한 일정한 이데올로기 진화의 과정을 겪었다. 1947년 6월 3일, 인도 제국의의 마지막 영국 총독인 루이 마운트배튼은 영국 인도를 인도와 파키스탄으로 분할한다고 발표했다. 1947년 인도 독립법 (Indian Independence Act 1947)의 신속한 통과로 1947년 8월 14일 11시 57분에 파키스탄은 별도의 국가로 선언되었다. 1947년 8월 15일 12시 2분에 인도는 주권이 있는 민주주의 국가가 되었다. 결국 8월 15일이 인도의 독립 기념일이 되었다. 또한 8월 15일 파키스탄과 인도는 영국 연방에 남아 있거나 탈퇴할 권리가 있었다. 그러나 1949년에 인도는 영국 연방에 남아 있기로 결정했다.

## 같이 보기
- 인도의 분할
- 벵골 분할 (1947년)
- 독립기념일 (인도)